# Gabriele Muccino
Pour les articles homonymes, voir Muccino.
Gabriele Muccino, né le 20 mai 1967 à Rome, Italie est un réalisateur et scénariste italien.

## Biographie
Fils de Luigi Muccino, dirigeant RAI, et Antonella Cappuccio, peintre affirmée, Gabriele Muccino naît et grandit à Rome, où il s'inscrit à la faculté de lettres et philosophie à l'université de Rome « La Sapienza » avant de se consacrer au cinéma comme assistant volontaire pour Pupi Avati et Marco Risi. En 1991, il est admis au Centro Sperimentale di Cinematografia où il fréquente les cours de scénario.
Ensuite, il commence à travailler pour la RAI en réalisant trois courts métrages et quelques épisodes du soap opera Un posto al sole. En 1996, il participe au film collectif Intolerance et en 1998, il débute avec le long métrage avec Ecco fatto qui est nommé au Festival du film de Turin. Après quelques spots pour la télévision arrive le deuxième long métrage, Come te nessuno mai en 1999, dans lequel il fait débuter comme acteur son petit frère Silvio. Le film sera sélectionné à la Mostra de Venise.
En 2001, Gabriele Muccino retrouve le succès avec Juste un baiser (L'ultimo bacio), qui gagne cinq David di Donatello, parmi lesquels le Prix au meilleur réalisateur, et le Prix du public au Sundance Film Festival. Le magazine Entertainment Weekly nomme le film parmi les dix meilleur titres de l'année.
Après sa troisième œuvre Souviens-toi de moi (Ricordati di me), Muccino débarque aux États-Unis où il réalise deux films avec Will Smith acteur principal et producteur, À la recherche du bonheur (The Pursuit of Happyness) (2006) et Sept vies (Seven Pounds) (2008). L'acteur américain avait choisi personnellement Muccino après avoir vu Juste un baiser (L'ultimo bacio).

## Filmographie
- 1996 : Intolerance (it), segment Max suona il piano
- 1998 : Ecco fatto (it)
- 1999 : Comme toi... (Come te nessuno mai)
- 2001 : Juste un baiser (L'ultimo bacio)
- 2003 : Souviens-toi de moi (Ricordati di me)
- 2006 : À la recherche du bonheur (The Pursuit of Happyness)
- 2009 : Sept vies (Seven Pounds)
- 2010 : Encore un baiser (Baciami ancora)
- 2012 : Love Coach
- 2015 : Père et Fille (Fathers and Daughters)
- 2016 : Summertime (L'estate addosso)
- 2018 : Une famille italienne (A casa tutti bene)
- 2020 : Nos plus belles années (Gli anni più belli)
- 2021 : A casa tutti bene - La serie (it) [1]
- 2024 : Fino alla fine (it)

## DVD
- À la recherche du bonheur (Pursuit of Happyness) de Gabriele  Muccino, scénario de Steve  Conrad, Sony Pictures, 5 septembre 2007, DVD [présentation en ligne]